# Lissabonstrategin
Lissabonstrategin, ibland Lissabonagendan eller Lissabonprocessen, var en tioårsstrategi som antogs av Europeiska rådet i Lissabon i mars 2000 med syfte att göra den europeiska ekonomin mer konkurrenskraftig och dynamisk från 2000 till 2010. Flera av målen i strategin lyckades unionen inte uppnå.
I juni 2010 antogs en ny tioårsstrategi för unionen, kallad Europa 2020.
| Europeiska flaggan | EU-portalen – temasidan för Europeiska unionen på svenskspråkiga Wikipedia. |